# Nicolae Bălcescu
Nicolae Bălcescu (ur. 29 czerwca 1819 w Bukareszcie, zm. 29 listopada 1852 w Palermo) – wołoski i rumuński historyk, pisarz oraz rewolucjonista o poglądach socjalistycznych i utopijnych. Uczestniczył w Wiośnie Ludów w 1848 roku. Był przedstawicielem romantyzmu w literaturze rumuńskiej.

## Życiorys
Pochodził ze zubożałej bojarskiej rodziny. Nauki pobierał w szkole św. Sawy w Bukareszcie. W 1838 roku wstąpił do armii narodowej. W 1840 roku brał udział w spisku przeciw księciu, za co został aresztowany i skazany na więzienie. Po dwóch latach został wypuszczony, jednakże pobyt w więzieniu zniszczył mu zdrowie. W 1843 r. założył z Ionem Ghicą i Christianem Tellem tajną organizację Braterstwo (rum. Frăția). Brał udział w rewolucji na Wołoszczyźnie w 1848 roku i w powstaniu węgierskim w 1849 roku. Po klęsce rewolucjonistów emigrował do Francji. W Paryżu współpracował m.in. z Adamem Mickiewiczem, Jules'em Micheletem i Edgarem Quinetem.
W 1850 roku opublikował artykuł Zagadnienia gospodarcze w Księstwach Naddunajskich, w którym zawarł głęboką analizę ekonomicznych, społecznych i politycznych relacji, które doprowadziły do wybuchu rewolucji na Wołoszczyźnie i w Mołdawii w 1848 roku. Artykuł wzbudził wiele kontrowersji. Publicysta Elias Regnault przepisywał całe fragmenty tego artykułu do swojego dzieła Histoire politique et sociale des Principautés Danubiennes (1855), z którego zaś korzystał Karol Marks przy pisaniu Kapitału.
W 1852 roku Bălcescu próbował powrócić do kraju. Na przejściu granicznym w Gałaczu nie pozwolono mu jednak przekroczyć mołdawskiej granicy. Po tym wydarzeniu zamieszkał w Palermo, gdzie po dwóch tygodniach zmarł.

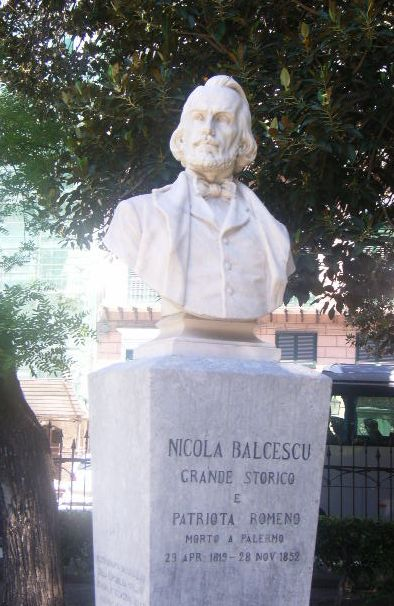
Pomnik Nicolae Bălcesca w Palermo